# HD 198404
HD 198404，又名BD+05 4626，SAO 126267、HR 7975，是一颗恒星，视星等为6.21，位于銀經52.67，銀緯-23.2，其B1900.0坐标为赤經20h 45m 0.8s，赤緯+5° -23.2′ 22″。